# Cimetière d'York
Le cimetière d'York est le principal cimetière de la ville anglaise d'York. Fondé en 1837 il occupe aujourd'hui 97 000 m2 et est géré par The York Cemetery Trust avec l'aide de l'association des amis du cimetière d'York. Il est situé dans le quartier de Fishergate (en), sur Cemetery Road. Il compte environ 28 000 tombes et plus de 17 000 monuments, dont six classés (Grade II).

## Résidents notables
- John Phillips (géologue) (1800-1874)
- John Kenrick, historien (1788-1877)
- James Pigott Pritchett (en), architecte (1789–1868)
- Joseph Terry (en), industriel et maire de York (1828–1898)

Le cimetière abrite les tombes de 236 soldats du Commonwealth morts pendant les deux Guerres mondiales.